# سفارة قبرص في الولايات المتحدة
سفارة قبرص في الولايات المتحدة هي أرفع تمثيل دبلوماسي لدولة قبرص لدى الولايات المتحدة. تقع السفارة في شمال غربي واشنطن العاصمة وهي تهدف لتعزيز المصالح القبرصية في الولايات المتحدة.

## وصلات خارجية
- قائمة سفارات قبرص
- قائمة السفارات في الولايات المتحدة